# Vinko Vodopivec
Vinko Vodopivec, slovenski rimskokatoliški duhovnik in skladatelj, zborovodja, urednik, literat, prevajalec, primorski narodni buditelj, vikar * 16. januar 1878, Ročinj, † 29. julij 1952, Vipava, pokopan v Kromberku.

## Življenje[1]
.
Oče mu je bil učitelj in kantor Vincencu, mati mu je bila Antonija (rojena Makarovič). Deloval in ustvarjal je v zelo razgibanem in za slovenski narod, še posebej za Primorce, usodnem času. Zaradi izbranih osebnostnih lastnosti, globoke ljubezni do slovenske zemlje in njenih ljudi ter zaradi lahkotnosti in neposrednosti njegovega obsežnega glasbenega opusa, s katerim je zadel značaj in čut primorskega človeka, je že skoraj celo stoletje globoko navzoč v zavesti Primorcev. Njegove skladbe so še vedno sestavni del programa primorskih cerkvenih in posvetnih pevskih zborov. Vodopivčev duh ne pojema, pač pa enako kot pred leti plemeniti in navdušuje ljudi na Primorskem. Vodopivcu najprimernejši in najlepši spomenik so postavili primorski študentje v Ljubljani, ko so pod vodstvom Antona Nanuta v letu 1953 ustanovili Primorski akademski zbor Vinko Vodopivec. Slednji še danes po Primorski in celotni Sloveniji ter po svetu seje Vodopivčevo ljubezen do življenja, do petja ter do slovenske besede in naroda nasploh.
Zelo priljubljena je na amaterskih odrih njegova spevoigra v treh dejanjih Kovačev študent (1910).
Uporabljal je psevdonim Ambrozij Sraka.

### Vodopivec med 1. svetovno vojno
Vinko VODOPIVEC je najprej kot vikar, nato pa kot župnik od leta 1907 do smrti 1952 služboval v Kromberku. Le med 1. svetovno vojno je v letih 1916 do 1918 kot begunec živel v Cerknici.
Leta 1914 se je svet spremenil v vojno prizorišče. Leto kasneje so bili v podobni vlogi tudi naši kraji, kjer je potekala Soška fronta. Kromberk ji je bil zelo blizu, zato so izselili tudi prebivalce tega kraja. Vinko Vodopivec je vztrajal v župnišču, dokler ni vanj priletela granata. Takrat je tudi sam moral v pregnanstvo. Dodeljen je bil župniji Cerknica, ki je potrebovala dobrega organista. Vaške pevke, pa tudi župnik so sprva močno dvomili v sposobnosti tega na videz nerodnega duhovnika. Ko so orgle pri nedeljski maši zadonele kot že dolgo ne, pa so se prepričale v Vodopivčevo nadarjenost. Prav v pregnanstvu v Cerknici je ob poslušanju žabjega regljanja v poletnih večerih na Stritarjevo besedilo nastala njegova že skoraj ponarodela Žabja svatba.

## Pomniki

### Spominska soba v Kromberku[3]
Spominska soba Vinka Vodopivca je v Domu kulture Kromberk, sedežu Krajevne skupnosti Kromberk – Loke. Za sobo skrbi Kulturno društvo Moški pevski zbor Kromberški Vodopivci. V njej je na ogled Vodopivčev klavir iz kromberškega župnišča, na katerem je skladal. V hrambo sta ga društvu izročila Vodopivčeva nečaka. Vodopivčevo življenje in kulturno delovanje predstavlja slikovno gradivo na panojih. Avtorja sta v pretežni meri arhivista Jurij Rosa in Ivanka Uršič iz Pokrajinskega arhiva v Novi Gorici.
Nekaj Vodopivčeve zapuščine hrani župnik v Podkraju, nekaj njegovih kompozicij pa je v Pokrajinskem arhivu v Novi Gorici ter v glasbeni zbirki Narodne in univerzitetne knjižnice v Ljubljani.

### Spominski poštni žig[4]
Dne 2.9.2022 je za koncert KD MoPZ Kromberški Vodopivci ob 70. obletnici smrti Vinka Vodopivca nastal spominski poštni žig "Posvetilo Vinku Vodopivcu".

### Plečnik in Vodopivec
Prvi spomenik so leta 1966 postavili prebivalci Kromberka in Klub starih goriških študentov v parkovno urejenem prostoru pod župniščem v Kromberku. Spomenik v obliki zidu, pokritega s strešniki, ima na spominski plošči vklesane začetne note Vodopivčevih pesmi O, Marija Tolažnica in Žabe, ter zapis avtorja Ludvika Zorzuta: »Tu je snoval in note tkal ljudski skladatelj župnik Vinko Vodopivec.«
Atanazij Kocjančič, pater, ki je po Vodopivčevi smrti prevzel Kromberško župnijo, je arhitekta Plečnika prosil za načrt nagrobnega spomenika Vinku Vodopivcu. Načrt spomenika je objavljen tudi v zbirki založbe Ognjišče Graditelji slovenskega doma, 4, Vinko Vodopivec, avtorja Jožka Kraglja iz leta 1999. Po Plečnikovem načrtu bi bil spomenik iz belega marmorja zelo drag, javne nabirke denarja pa takrat niso bile dovoljene. Kmetje so prodajali češnje in žganje, denar je prispevala tudi grofica Nicoletta Coronini, ki je vsa leta pomagala Vodopivcu pri poučevanju, a ga je bilo dovolj le za preprostejši spomenik po načrtu arhitekta Ivana Kraigherja.
Plečnikova delovna soba je bila hkrati tudi spalnica. Po obliki je okrogla in razdeljena na spalni in delovni del. Za ogrevanje prostora je uporabljal nizko lončeno peč, ki polkrožno sega v prostor. Na njej sta našla svoje mesto dva zelo lepa svečnika ter glinasta glava skladatelja Vinka Vodopivca.

### Kamnita plastika v Kromberku
Leta 1992 je bila v sklopu praznovanj 40. obletnice smrti skladatelja v organizaciji Župnije Kromberk ter Krajevne skupnosti Kromberk – Loke na zelenici pod župniščem v Kromberku postavljena kamnita plastika skladatelja Vodopivca. Avtor plastike je Zmago Posega.

### Spominske plošče[10]
Ročinj, rojstni kraj: Leta 1968, ob 90. obletnici rojstva Vinka Vodopivca, so vaščani Ročinja in člani Akademskega pevskega zbora Vinko Vodopivec pritrdili na njegovo rojstno hišo ploščo z napisom: »Slovenski skladatelj številnih veščin je črpal iz domačih živih vrelcev svojega otroštva. Slovenski skladatelj, Vinko Vodopivec, rojen v tej hiši 16. januarja 1878, umrl v Kromberku 29. februarja 1952. Ročinjci, Primorski akademski pevski zbor Vinko Vodopivec, Klub starih goriških študentov, 1968.”

## Pevski zbori

### Primorski akademski zbor Vinko Vodopivecin "vodopivstvo"[12]
Poseben spomenik Vinku Vodopivcu so leta 1953 pod vodstvom maestra Antona Nanuta postavili takratni primorski študentje z ustanovitvijo Primorskega akademskega zbora Vinko Vodopivec. Neuradna himna zbora so Žabe.
»Vodopivci« in »vodopivstvo« sta pojma, ki sta na svojstven način povezana s primorsko istovetnostjo in ji dajeta poseben pomen in vrednost, kar se izrazito zrcali ves čas obstoja moškega pevskega zbora primorskih študentov. Zbor je bil ustanovljen v Ljubljani in ima tam ves čas tudi sedež. Skupina primorskih fantov – študentov je prepevala okrog mize v gostilni Činkole na Poljanski cesti v Ljubljani. Imeli so že pevovodjo – Antona Nanuta. Od ustanovitve so v pevskem društvu prisotni primorska odprtost in mediteranski navdih, zvestoba do rodnih krajev, mladostna hotenja po povezovanju in druženju z glasbeno muzo in pevskimi užitki. Kdor je pripadal temu zboru, se je navzel »vodopivstva«, ki je v svoj krog privlačilo ne le pristne Primorce, ampak tudi druge Slovence.

### Moški pevski zbor Kromberški Vodopivci[14]
Moški pevski zbor »KROMBERŠKI VODOPIVCI« je s tem imenom prepeval že v letih 1996-1999, ko ga je vodil Franc Bogolin, ki je prihajal na vaje v Kromberk iz Šentvida pri Ljubljani. Ko je Bogolin zaradi zdravstvenih razlogov opustil vodenje zbora, je prišlo do prekinitve zborovskega petja. Konec leta 2002 so se pevci ponovno zbrali in leta 2004 registrirali kulturno društvo. Peščica zagnanih izkušenih pevcev je v svojo sredino privabila mlade pevce. Zbor nosi ime po Vinku Vodopivcu, župniku in skladatelju, ki je večino življenja deloval v Kromberku. Redno se udeležujejo revije Primorska poje in revije goriških zborov, pevko-kulturne dogodke pa organizirajo tudi sami. Moški pevski zbor Kromberški Vodopivci je ob 60. letnici smrti Vinka Vodopivca in 10-letnici obstoja organiziral sklop prireditev pod imenom Vodopivčevo leto , ter soustvaril odmevno Vodopivčevo spevoigro Kovačev študent.
Zbor je od začetka vodil domačin Vojko Pavlin, nasledili so ga zborovodje Peter Zavrtanik, Mojca Cej in Bogdan Brecelj.